# Alphelixia
Alphelixia es un género de insectos blatodeos (cucarachas) de la familia Blaberidae, subfamilia Epilamprinae. Contiene una sola especie, Alphelixia sicca (Walker, 1869).

## Distribución geográfica
Se pueden encontrar en Brasil.